# تعلم متمركز حول الطالب

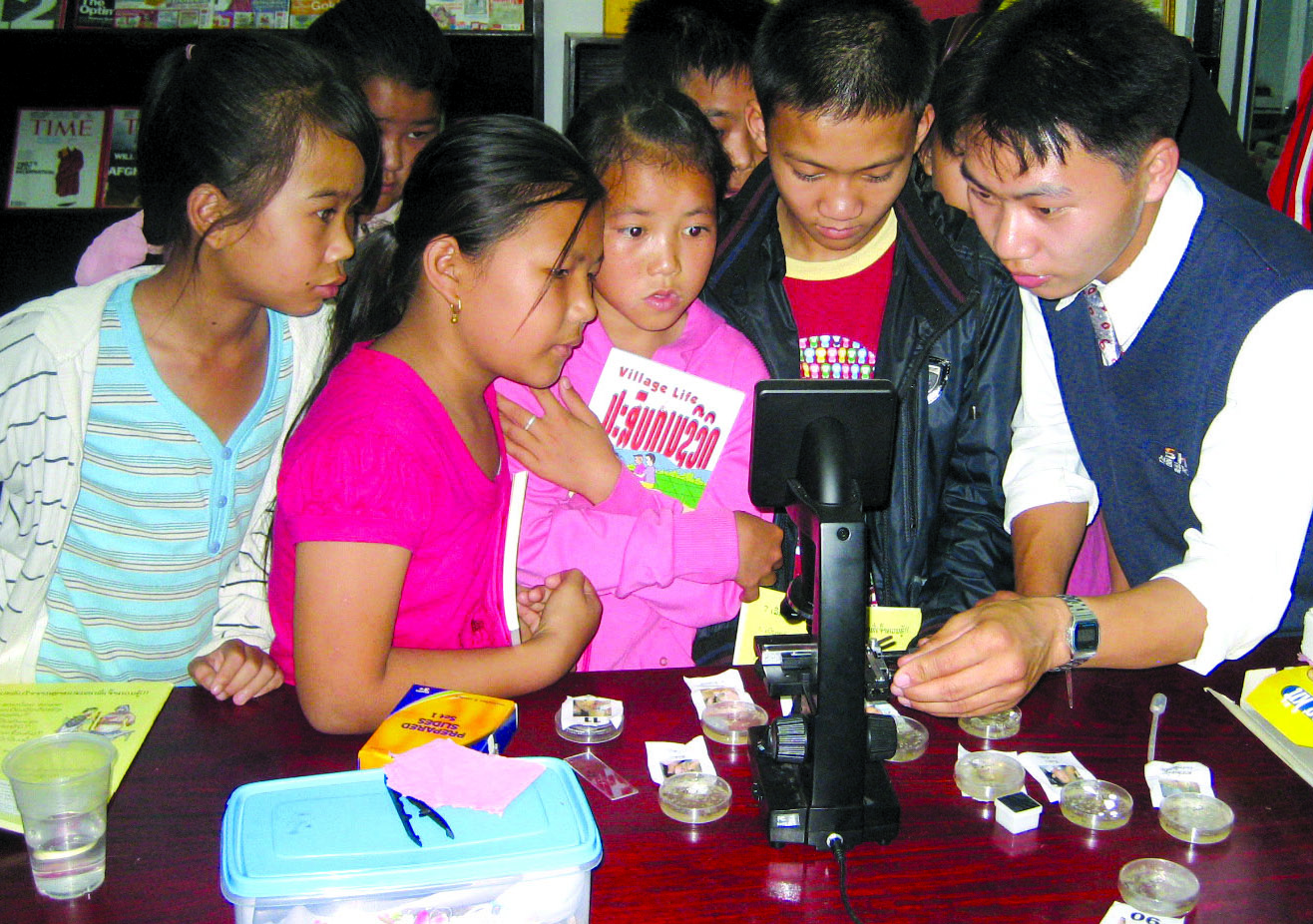

التعلم المتمركز حول الطالب (يُعرف أيضًا باسم التعلم المتمركز حول المُتعلم)، وهو مفهوم متضمن لمجموعة واسعة من طرائق التدريس التي تحول تركيز العملية التدريسية من المعلم إلى الطالب. يسعى المفهوم الأصلي للتعلم المتمركز حول الطالب إلى تطوير استقلالية المُتعلم وحريته الذاتية من خلال تسليمه مسؤولية مسار التعلم، وذلك عن طريق تلقينه المهارات والأساسيات اللازمة لمعرفة كيفية تعلم موضوع معين أو مخطط محدد لتلبية الاحتياجات المطلوبة في التنفيذ. يركز التعليم المتمركز حول الطالب على المهارات والممارسات التي من شأنها أن تسهل من التعلم مدى الحياة بالإضافة إلى المساعدة في تطوير مهارة حل المشكلات باستقلالية. تستند نظرية التعلم المتمركز حول الطلاب وتطبيقاتها إلى نظرية التعلم البنائي، التي تركز بدورها على الدور المهم للمُتعلم في عملية تركيب المعنى باستخدام المعلومات الجديدة والخبرات السابقة.
يضع التعلم المتمركز حول الطالب اهتمامات المُتعلمين في المقام الأول، إذ يقر بأن صوت الطالب جوهري في التجربة التعليمية. ينطوي التعلم المتمركز حول الطالب على السماح للطالب باختيار ما يرغب بتعلّمه، فضلًا عن تحكمه بوتيرة التعلم وكيفية تقييمه لتعلمه. يتناقض هذا المفهوم مع مفهوم التعليم التقليدي الذي يُسمى أيضًا بـ «التعلم المتمركز حول المعلم»، إذ يُعتبر دور المعلم في هذه الحالة دورًا «نشطًا» وذو أولوية، بينما يبقى دور الطالب دورًا «غير فاعلًا» ومقتصرًا على التلقي. يختار المعلمون ما سيتعلمه الطلاب في الفصل الدراسي الذي تُطبق فيه نظرية التعلم المتمركز حول الطالب، فضلًا عن اختيار المعلمين لكيفية تعلم الطلاب وآلية تقييمهم بناءً على تعلمهم. وفي المقابل، يتطلب التعلم المتمركز حول الطالب مشاركة الطلاب النشطة وتحملهم المسؤولية في تعلمهم وتحكمهم بوتيرته. 
قد يشير استخدام مصطلح «التعلم المتمركز حول الطالب» إلى العقليات التعليمية أو الأساليب التدريسية التي تقر بالفروق الفردية بين المتعلمين. وبذلك، يتبين أن التعلم المتمركز حول الطالب متعلق باهتمامات كل طالب وقدراته وأساليب تعلمه، الأمر الذي يعني أن دور المعلم مقتصر على تيسير عملية تعليم الأفراد على حدة بدلًا من التركيز على الفصل الدراسي ككل.

## نبذة عامة
تحدث بعض المنظرين مثل جون ديوي وجان بياجيه وليف فيغوتسكي-الذين تركزت أعمالهم الجماعية على كيفية تعلم الطلاب- عن التحول إلى التعلم المتمركز حول الطالب. دافع جون ديوي عن التعليم التقدمي، إذ نظر إلى التعلم باعتباره عمليةً اجتماعيةً وتجريبيةً. اعتقد ديوي أن بيئة الفصول الدراسية التي تتيح للطلاب تعلم التفكير النقدي والمشاركة في حل المشاكل الحقيقية في العالم هي الطريقة المُثلى لمساعدة المتعلمين في الاستعداد للمستقبل. أضافت أفكار كارل روجرز حول تأسيس الفرد الكثير إلى نظرية التعلم المتمركز حول الطالب. كتب روجرز قائلًا: «الاكتشاف الذاتي هو أسلوب التعلم الوحيد الذي يمكنه التأثير على السلوك [والتعليم] إلى حد كبير». اعتُبرت ماريا مونتيسوري رائدةً في مجال التعلم المتمركز حول الطالب، إذ ركزت على تعليم الأطفال دون سن الدراسة من خلال التفاعل المستقل والموجه ذاتيًا جنبًا إلى جنب مع الأنشطة المُقدمة مسبقًا.